# IC 5364
IC 5364 ist ein interagierendes Galaxienpaar im Sternbild Sculptor am Südsternhimmel. Sie ist schätzungsweise 405 Millionen Lichtjahre von der Milchstraße entfernt.
Das Objekt wurde im Jahre 1896 vom US-amerikanischen Astronomen Lewis Swift entdeckt.